# ホーマー・レイン
ホーマー・レイン（Homer Lane、1875年 – 1925年) は、アメリカ合衆国生まれの教育者。非行少年たちを、彼らに自身の生活をコントロールするすべを訓練してやることで、その行動や態度を改善することができるという信念で、非行少年たちの寄宿舎教育をアメリカ、イギリスで実践した。

## 生涯
コネチカット州の生まれ、マサチューセッツ州サウスボロのペータース・ハイスクールで工作科の教師としてのキャリアをスタート。その後、彼はミシガン州のデトロイトに移り、そこで彼はフォード・ボーイズ・リパブリックという施設で法を踏み外した若者たちの教育に8年間従事した。
1912年、彼はイギリスから、サマセット州ドーセットにリトルコモン・ウェルスという非行少年たちの更生教育の施設を作るのでそこで指導をしてみないかと招聘を受け、イギリスに渡る。施設を作ったのは、ジョージ・モンタギュー（のち第9代サンドウィッチ伯爵）である。施設は、彼の農場、フラワーズ農場が提供された。ここでの仕事は、A・S・ニイルに大きな影響を与えた。
ここは当初、男子のみでスタートしたが、のちにレインが非行少女3人をロンドンから連れてきて、男女共学になった。教育のモットーは、愛情と子どもたちの自治、男女共学であったが、この女子たちが、施設内に軋轢を生み出し、ついには数度の施設からの逃亡を企て、捕まった時に、施設では暴力が常時横行していると虚言で訴えたため、内務省から調査が入り、レインは有罪にこそならなかったものの、そこを辞めることを余儀なくされ、施設は閉鎖された。施設は5年間でその短い歴史を閉じた。
レインは、ロンドンに移り、教師などを相手に教育カウンセリングや講演活動を行った。カウンセリングでは、ジークムント・フロイトとカール・グスタフ・ユングから多くのものを学んたが、彼らの批判者でもあった。いずれの学派にも属さず、読字に自由に研究を積んでいた。A・S・ニイルは、この当時のクライエントの1人である。心理相談相手の女性から多額の金銭を受け取っていたことから、親族から訴えられ、その結果、国外退去を命じられる。
ホーマー・レインは最初の妻コーラ・バーニィとの間に2人の子どもをもうけた。最初の妻が病死し、その後再婚した二度目の妻との間には3人の子どもがあった。
また二度目の妻とは、1人の娘を養子にしている。彼は、イギリスで外国人としての現住所の届けの変更報告を怠ったことを理由に国外退去を命じられて、フランスに渡り、ニースで腸チフスを発症。パリのアメリカン病院に移送され、そこで亡くなった。

## 著書
- "Talks to Parents and Teachers", London, George Allen & Unwin, 1928.（邦訳『親と教師に語る』文化書房博文社　1949年）

## 伝記
More information can be found from the following sources:
- Homer Lane Talks to Parents and Teachers, Allen & Unwin, London, 1928
- http://www.infed.org/thinkers/homerlane.htm, Homer Lane and The Little Commonwealth (an excerpt from Homer Lane's "Talks")

- von Hilsheimer, G. Is There A Science of Behavior, Humanitas, Maitland, Fl 1967; How To Live With Your Special Child, Acropolis Books, 1970 (also published as Understanding Young People in Trouble, Acropolis Books, 1970, soft cover); Summerhill: A radical approach to education, IN Values for a changing America, Hellen Huus, ed., University of Pennsylvania Press, 1975 pp 59–75; Children, Schools and Utopias. This Magazine is about Schools, 1966, 23-37

- W.David Wills, Homer Lane: A biography, Allen & Unwin, 1964

- Aichorn, August, Wayward Youth, New York, Viking Press, 1935

- Aiken, W.M. Adventure in American education, 5 vol., New York, Harper & Brothers, 1942

- Allen, Lady of Hurtwood; Hurd H. et al. Adventure playgrounds, The National Playing Fields Association, London, 1960

- Binns, H.B., A Century of Education: 1808-1908, London, J.M. Dent & Co., 1908

- Brehony, K. J. The genesis and disappearance of Homer Lane's Little Commonwealth: A Weberian analysis. Persistenz und Verschwinden. / Persistence and Disappearance: Pädagogische Organisationen im historischen Kontext. / Educational Organizations in their historical Contexts in M. Göhlich, C. Hopf and D. Tröhler (Eds.). Wiesbaden, VS Verlag für Sozialwissenschaften: 237-53,  2008.

- Burns, M., Mr. Lyward’s Answer, London, Hamish Hamilton, 1956

- Holms, G., The Idiot Teacher, Longon, Faber & Faber, 1952

- Holt, John, How Children Fail, New York, Pittman, 1964 (ジョン・ホルト『子ども達はどうつまずくか』評論社　1981年、『教室の戦略―子どもたちはどうして落ちこぼれるか』一光社　1987年)

- Holt, John, How Children Learn, New York, Pittman, 1966

- Makarenko, A.S., A Book for Parents, Moscow, Foreign Languages Publishing House, 1954; Learning to Live, Moscow, Foreign Languages Publishing House, 1953; The Road to Life, 3 vol., Moscow, Foreign Languages Publishing House, 1951

- National Playing Fields Association, Adventure Playgrounds, 71 Escleston Square,London SW1, 1960, pamphlets; Planning an imaginative children’s playground without leadership, mimeograph, 1964

- Neill, A. S., Summerhill: A radical approach to child rearing. New York, Harold Hart, 1960

- Pearse, J.H. & Crocker, L.H., The Peckham Experiment: a study in the living structure of society. London, Allen & Unwin for the Sir Halley Steart Trust, 1943

- Powers, E. & Witmer, H., An experiment in the preention of delinquency: The Cambridge-Somerville Youth Study, New York: Columbia U. Press, 1951

- Spiel, Oskar., Discipline Without Punishment. London, Faber & Faber, 1962

- Wills, W. David. Homer Lane: A Biography, London, Allen & Unwin, 1964; The Hawkspur Experiment, London, Allen & Unwin, date unknown